# Claire Marie Wick
Kathryn Whitener Wick, aussi appelée Sœur Claire Marie Wick, née le 16 juillet 1915 à Fredericktown (Missouri) et morte le 7 juin 1987 à Springfield (Illinois), était une religieuse américaine et la fondatrice d'œuvres de bienfaisance dans l'État de Wisconsin et au Kenya.

## Enfance et éducation
Kathryn est la fille d'Oscar et de Pearl Whitener et a une sœur. Elle grandit à Frederickstown, Missouri et obtint, en 1938, un diplôme scientifique en musicologie à la Webster University. Elle épousa John Wick, qui mourut en 1942, peu de temps après leur union et la naissance de leur fils. Après le décès de son époux, elle entra dans la congrégation des sœurs hospitalières de st François le 08 septembre 1954 et prononça ses vœux le 13 juin 1957.

## Carrière
Après avoir prononcé ses vœux, sœur Claire Marie fut envoyée à l'hôpital St John où elle lança un programme inédit de musicothérapie. Après sept ans passés là-bas, elle se rendit à Eau Claire, Wisconsin pour développer les programmes de musicothérapie à l'hôpital du Sacré-Cœur. Plus tard, elle obtint une maîtrise en musicologie à l'Université du Wisconsin. Elle séjourna également dans la réserve indienne Navajo de Chinle, Arizona où elle dispensa des cours de musique.

### Triniteam, Inc.
Inspirée par Mère Teresa et ses actions caritatives, Sœur Claire Marie Wick créa, en 1973, un organisme de services sociaux appelé Triniteam dans la ville d'Eau Claire, Wisconsin. L'organisation propose différents services d'aide aux personnes âgées, en situation de handicap, sans domicile fixe ou plus récemment, à la population carcérale dans huit comtés du Wisconsin. Elle œuvra, également, à des projets donnant accès à l'eau potable aux populations kényanes. En 1984, elle fut appelée à rejoindre le Conseil de Justice pénale du Wisconsin par le Gouverneur Anthony Earl. l'année suivante, elle fut nommée membre de la Commission pour la Justice et la Paix par l'évêque John Joseph Paul du diocèse de La Crosse.